# Гобо (Порденоне)
Гобо је насеље у Италији у округу Порденоне, региону Фурланија-Јулијска крајина.
Према процени из 2011. у насељу је живело 37 становника. Насеље се налази на надморској висини од 422 м.